# ماريو يانيز
ماريو يانيز (بالإسبانية: Mario Yáñez)‏ هو لاعب إسكواش مكسيكي، ولد في 29 يوليو 1993 في مدينة مكسيكو في المكسيك.

## وصلات خارجية
- ماريو يانيز على موقع الاتحاد الدولي لمحترفي الاسكواش (مؤرشف) (الإنجليزية)
- ماريو يانيز على موقع SquashInfo.com (الإنجليزية)